# Love on the Run
Love on the Run ist eine US-amerikanische Filmkomödie mit Joan Crawford und Clark Gable aus dem Jahr 1936. Der Film ist der siebte von insgesamt acht gemeinsamen Auftritten des Leinwandpaares und eine der wenigen Komödienrollen für Crawford. 

## Handlung
Die beiden Reporter Michael Anthony und Barnabas Barney Pells sind Freunde im Leben und Rivalen im Beruf. Mike soll gerade eine Story schreiben über die anstehende Hochzeit der Millionenerbin Sally Parker mit einem europäischen Prinzen. Barney hat die wenig spannende Aufgabe, ein Interview mit dem Baron Otto Spanderman zu führen. Die Hochzeit von Sally platzt und Mike hängt sich an die Fersen der flüchtigen Sally. Als Sally ihren Verfolger zur Rede stellt, verlieben sich die beiden auf der Stelle ineinander. Die Zwei fliehen vor der aufgebrachten Hochzeitsgesellschaft mit einem Flugzeug quer durch Europa, mit Barney im Schlepptau. Mike hat bislang verschwiegen, dass er ein Reporter ist. Als die Wahrheit ans Licht kommt, ist Sally sehr enttäuscht und wendet sich Barney zu. Allerlei Verwicklungen und Missverständnisse später wird Sally von Baron Spanderman entführt, um am Ende von Mike befreit zu werden. Beide fallen sich in die Arme und heiraten.

## Hintergrund
Joan Crawford war in den letzten Tagen des Stummfilms zu Ruhm gekommen und hatte sich in den folgenden Jahren als einer populärsten Filmstars in Hollywood etabliert. Gemeinsam mit Clark Gable hatte sie bereits sechs Filme gedreht, die allesamt viel Geld an der Kinokasse eingespielt hatten. Nach einem wenig erfolgreichen Auftritt in historischen Kostümen als treue Freundin von Präsident Andrew Jackson in dem opulent produzierten Film The Gorgeous Hussy früher im Jahr kehrte Crawfords jetzt zurück in die Gegenwart und die Arme von Clark Gable. Love on the Run ist ein typisches Beispiel für das damals sehr beliebte Genre der Screwball-Comedy. Das Drehbuch nimmt deutliche Anleihen bei Es geschah in einer Nacht mit seiner Geschichte um eine durchgebrannte Erbin mit Gable als Undercover-Reporter an ihrer Seite. Entsprechend dem Ruf von MGM als der Nummer 1 unter den Filmstudios geht die Flucht der Heldin hier mittels eines Flugzeugs über die Bühne und die Liebesgeschichte spielt vor dem Hintergrund des feudalen Europas in luxuriösen Kulissen mit zahlreichen Kostümwechseln für Crawford. Wie die Heldin auf ihrer Flucht ohne jedes Handgepäck quer durch Frankreich allerdings ihre umfangreiche Garderobe transportiert bleibt ungeklärt.
Der Film sollte zunächst mit Myrna Loy und Robert Montgomery unter dem Titel The Beauty and the Beast in Produktion gehen, dann mit Montgomery und Jean Harlow und dann schließlich mit Robert Taylor und Harlow, ehe Crawford und Gable die Hauptrollen übernahmen. Die Produktion wurde für einige Wochen angehalten als W.S Van Dyke überraschend abgezogen wurde, um die problembeladene Produktion von The Devil Is a Sissy mit Freddie Bartholomew und Mickey Rooney zu einem guten Ende zu führen.
In Österreich kam der Film 1937 unter dem Titel Liebe mit 100 PS in den Verleih.
Joan Crawford mochte die entspannte Atmosphäre bei den Dreharbeiten. Gegenüber Roy Newquist meinte sie noch Jahrzehnte später:

„[…] meine erste richtige Komödie seit Ewigkeiten und habe jeden Augenblick genossen, besonders die Zusammenarbeit mit Clark und Franchot. Kein großer Film, aber jeder, der ihn je gesehen hatte, mochte ihn.“

## Kinoauswertung
Der Film kam am 20. Oktober 1936 in den nationalen Verleih. Mit Produktionskosten von 578.000 US-Dollar war es eine etwas überdurchschnittlich teure MGM-Produktion. Er spielte in den USA mit einer Summe von 1,14 Millionen US-Dollar eine sehr beachtliche Summe ein, was ein Indiz für die unverändert große Popularität von Joan Crawford bei ihren Fans war. Mit Auslandseinnahmen von 721.000 US-Dollar und einem kumulierten Gesamtergebnis von 1,86 Millionen US-Dollar konnte das Studio am Ende einen hohen Gewinn von 677.000 US-Dollar verwirklichen. Love on the Run war für etliche Jahre der letzte nachhaltige finanzielle Erfolg für Joan Crawford, die ab 1937 nicht mehr unter den zehn kassenträchtigsten Schauspielern geführt wurde und 1938 in einer Anzeigenkampagne sogar als Kassengift (box-office poison) gebrandmarkt wurde.

## Kritiken
Die meisten Rezensenten mochten den Film.
Die New York Times meinte in ihrer Kritik:

„Ein reichlich albernes Stück ohne jede Bedeutung. "Love on the Run" spielt gerade im Capitol mit Clark Gable, Joan Crawford und Franchot Tone in Rollen, die etwas langweilig wirken.“

Howard Barnes befand in der New York Herald Tribune:

„Viel ausgelassener Unfug wurde hier zusammengeworfen….eine fantasievolle und völlig harmlose Erzählung, die fast durchgängig unterhaltsam und manches Mal sogar richtig witzig ist. […] Miss Crawford mit den großen Augen und den offenen Haaren zeigt eine überraschend vielseitige und amüsante Darstellung als Erbin.“